# Aeropista de Bahía Tortugas
La Aeropista de Bahía de Tortugas (Código OACI: MX13 - Código DGAC: BTR), es una pista pública pavimentada localizada al norte de Bahía Tortugas, Mulegé, Baja California Sur, México, un pueblo pesquero en la costa del Océano Pacífico. El aeródromo cuenta con una pista de aterrizaje de 1,600 metros de largo y 30 metros de ancho, además de una plataforma de aviación de 5,000 metros cuadrados. Actualmente solamente ofrece servicio de aviación general.

## Aerolíneas y destinos
| Aerolíneas                        | Destinos                 |
| --------------------------------- | ------------------------ |
| Aeroservicios California Pacífico | Ensenada, Isla de Cedros |

## Accidentes e incidentes
- El 9 de diciembre de 1949 desapareció en el Océano Pacífico una aeronave Douglas C-47 perteneciente a la Fuerza Aérea Mexicana con 8 oficiales del Ejército a bordo y procedente de Bahía de Tortugas. La aeronave tenía como destino Ensenada.[1]

- El 18 de septiembre de 1996 se estrelló mientras despegaba de Bahía de Tortugas la aeronave Fairchild C-123 Provider con matrícula XA-SNB perteneciente a Krissalan de Aviación, matando a las 5 personas a bordo. La aeronave tenía como destino el Aeropuerto de Ensenada.[2]

- El 3 de noviembre de 2008 una aeronave Beechcraft 200 Super King Air con matrícula N200JL se estrelló poco tiempo después de despegar de la Aeropista de Punta Chivato, incendiándose y matando al piloto que se dirigía a la Aeropista de Bahía Tortugas.[3][4]